# Файс
Файс (венг. Fajsz, также Фаличи, Falicsi) — великий князь венгров (947—955). Сын Юташа, внук Арпада.

## Биография

### Князь венгров
Хотя в «Деяниях Венгров» ничего не сказано о том, что Файс, сын Юташа (третьего сына Арпада), носил титул верховного правителя венгров, об этом сообщал в своём трактате «Об управлении империей» Константин VII Багрянородный:
Известно, — писал император Константин, — что у Арпада, великого князя турок, было четверо сыновей: первый — Таркацу [Таркачу] (Тархош); второй — Елекх [Елек] (Юлло); третий — Ютоца [Юточа] (Юташ) и четвёртый — Залта [Золта] (Жольт).

Известно также, что старший сын Арпада Таркацу родил Тебеля [Тевела]; другой сын Елекх родил Эзелеха [Эзеля]; третий сын Ютоца родил Фалици [Фаличи] (Файса), который сейчас княжит; четвёртый сын Залта родил Таксия (Такшоня).
Учитывая то, что венгры, подобно многим другим варварским народам Европы, придерживались лествичной системы престолонаследия, а не майората, представляется вполне закономерным то, что отрекшемуся от власти князю Жольту наследовал не его родной сын Такшонь, а племянник Файс, как самый старший на тот момент представитель рода Арпадов. К слову, та же система престолонаследия практиковалась и на Руси, вплоть до XV века оставаясь причиной княжьих раздоров и междоусобных войн.

### Отношения с немцами
В правление Файса Венгрия оставалась раздробленной. Напротив, соседнее Германское королевство консолидировалась под властью Саксонской династии, что позволило немцам перейти от оборонительных действий в войне с венграми к наступательным. В 950 году Баварский герцог Генрих I вторгся на территорию Венгрии и, совершив опустошительный рейд, беспрепятственно вернулся с добычей и пленными. Это был первый случай вторжения неприятельских войск в Венгерские земли со времени Братиславской битвы, то есть с 907 года. До этого атакующей стороной почти во всех случаях были венгры, набеги которых держали в страхе всю континентальную Европу («От стрел венгерских спаси нас, Боже…»). В 951 году венгры попытались взять моральный реванш, предприняв очередной грабительский набег на Запад. Правда на этот раз они предусмотрительно обогнули Германию с юга, разорили Северную Италию и прошли по Аквитании до самого Атлантического океана. Но на обратном пути их войско перехватил и наголову разгромил германский король Оттон I Великий.

### Отношения с византийцами
Неудачи в войнах на Западе побуждали мадьяр обращать все более пристальное внимание на своих южных соседей. И это был не просто интерес грабителей к потенциальным жертвам своего разбоя. Немецкая опасность пробудила в венгерской среде центростремительные тенденции, ускорила процесс создания единого Венгерского государства, и заодно положила начало процессу христианизации, ибо объединение венгров (опять же, как и прочих варварских народов Европы) проходило под лозунгом приобщения к новой вере. В 948 году в Византию прибыло венгерское посольство под руководством «Кровавого» Бульчу (Vérbulcsú), носившего титул харки — воеводы, занимавшего четвёртое место в Венгерской иерархии после великого князя, дьюлы (верховного главнокомандующего) и кэндё (статус кэндё точно не определён). Из этой поездки Бульчу вернулся окрещённым по православному обряду христианином. Впоследствии, под влиянием Бульчу и ответного Византийского посольства (950), Христианство принял сам Файс. Есть также сведения о посещении Константинополя и крещении там венгерского вождя Дьюлы в 952 году. Но о массовом крещении мадьяр пока ещё не было речи.

### Аугсбургская битва (битва при Лехе)
В 954 году огромная для Венгрии того времени армия вторглась на территорию Баварии, дабы окончательно разрешить спор о гегемонии в Центральной Европе с Германским королевством. Венгры осадили Аугсбург. Германский король Оттон I пришёл на помощь баварцам, и 10 августа 955 года на реке Лех произошло решающее сражение. Венгры потерпели сокрушительное поражение. Предводитель войска харка Бульчу погиб. Эпоха Венгерских набегов на Западную Европу окончилась. И хотя князь Файс скорее всего не принимал личного участия в битве, именно с этим разгромом принято связывать очередную смену верховного Венгерского правителя. Вероятно, Файс был либо низложен, либо даже убит своими. Новым правителем венгров стал сын Жольта Такшонь.